# История Люксембурга
История Люксембурга начинается в 963 году. Граф Зигфрид купил укрепление и заложил на этом месте замок, который стал центром его владений по Мозелю и в Арденнских горах. Позже он стал центром графства. Местная династия прекратилась в 1136 году, после чего управление посредством брака перешло к представителям Намюрского дома. В 1308 году граф Генрих VII Люксембургский был избран римским королём, а позже коронован императором Священной Римской империи, став основателем Люксембургской династии на императорском троне. В 1353 году Люксембург стал герцогством.
После угасания Люксембургской династии герцогство посредством браков в 1412 году перешло к герцогам Бургундским, а в 1477 году — к Габсбургам. В 1659 году значительная часть герцогства, в течение веков сильно разросшегося, была уступлена испанскими Габсбургами Франции.
По условиям Венского конгресса 1815 года Люксембург стал великим герцогством и был передан королю Нидерландов на правах личной унии. После образования Бельгии в 1830 году его часть вошла в состав нового королевства, оставшаяся же часть стала предметом споров между разными державами, но в 1839 году была возвращена королю Нидерландов. В составе Нидерландов Люксембург оставался до смерти в 1890 году короля Виллема III, не оставившего сыновей. Поскольку в Люксембурге в отличие от Нидерландов действовал салический закон, запрещавший наследование по женской линии, личная уния распалось, а управление великим герцогством перешло к Адольфу Нассаусскому, дальнему родственнику покойного короля по мужской линии. Салический закон был отменён в 1912 году, что позволило наследовать Люксембург и по женской линии.
В настоящее время Люксембург управляется великим герцогом Анри и является конституционной монархией. С 1992 года он входит в состав Европейского союза.

## Происхождение названия
Название «Люксембург» (люкс. Lëtzebuerg, МФА: [ˈlətsəbuəɕ]) происходит от одного старинного укрепления, которое первоначально называли Лутцебург. С 963 года известно название Люцлинбургус, а с 1125 года Lucelenburgensis en opidum et castrum Luxelenburgensis. Название Люксембург состоит из двух слов немецкого происхождения: лутила (маленький) и бург (замок). В позднее Средневековье под влиянием французского языка государство стали называть Люксембург.

## Праистория
Древнейшие следы обитания людей на территории Люксембурга относятся к верхнему палеолиту и датируются около 35 000 годом до н. э. Древнейшие артефакты этого периода — украшенные кости, обнаруженные Этранже.
Темнокожий, черноволосый, и, вероятно, голубоглазый человек из Лошбура (Loschbour HG) (мезолитическая стоянка Хеффинген-Лошбур) жил 5998 лет до н. э. У него определили Y-хромосомную гаплогруппу I2a1a2-M423 (субклад I-V6473) и митохондриальную гаплогруппу U5.
Постоянные поселения с домами появляются в эпоху неолита, в 5 тысячелетии до н. э. Следы таких поселений обнаружены на юге Люксембурга, в городе Аспельт, а также в коммунах Вейлер-ла-Тур, Гревенмахер и Дикирх. Каркас жилищ состоял из древесных стволов, стены — из покрытой глиной плетёной лозы, а крыши были покрыты тростником или соломой. Неолитическая керамика обнаружена близ Ремершена.
В начале бронзового века население территории Люксембурга было немногочисленным, однако к периоду XIII—VIII веков до н. э. относятся многочисленные находки: останки жилищ, керамика, оружие, украшения, обнаруженные в таких местах, как Носпельт, Дальхайм, Момпах и Ремершен.
В VI—I веках до н. э. территорию Люксембурга населяли галлы, затем она была включена в состав Римской империи.

## Ранняя история

Герцогство Люксембург в 1400 г.

Первоначально Люксембург был лишь фортом возле рек Зауэр и Альзет. В 963 году граф Зигфрид купил укрепление и заложил на этом месте замок, который сделался центром его владений по Мозелю и в Арденнских горах. Мужское потомство графа прекратилось в 1136 году. Люксембург перешёл по женской линии к графу Намюр, потом к графу Лимбурга.
Генрих V Белокурый (1247—1281) был основателем династии Люксембург-Лимбург. Его сын Генрих VI пал в битве при Воррингене, которая отделила Лимбург от Люксембурга, передав первый во власть герцогов Брабантских.
Сын Генриха VI, Генрих VII Люксембургский, был избран в 1308 году германским королём, под именем Генриха VII, и основал Люксембургскую династию, из которой произошли императоры Карл IV, Венцеслав и Сигизмунд.
Со смертью последнего в 1437 году династии Люксембург и Габсбургская слились в лице Альбрехта Габсбургского, женившегося на дочери Сигизмунда.
Карл IV в 1353 году передал графство Люксембург, возведенное им на степень герцогства, своему сводному брату, Венцелю. Последний не имел детей; после его смерти герцогство стало переходить из рода в род; с 1412 года оно принадлежало герцогам Бургундским, с 1477 года — Габсбургам.
В 1659 году значительная часть герцогства, в течение веков сильно разросшегося, была уступлена испанскими Габсбургами Франции, а в 1684 году оно целиком подпало под власть Людовика XIV.

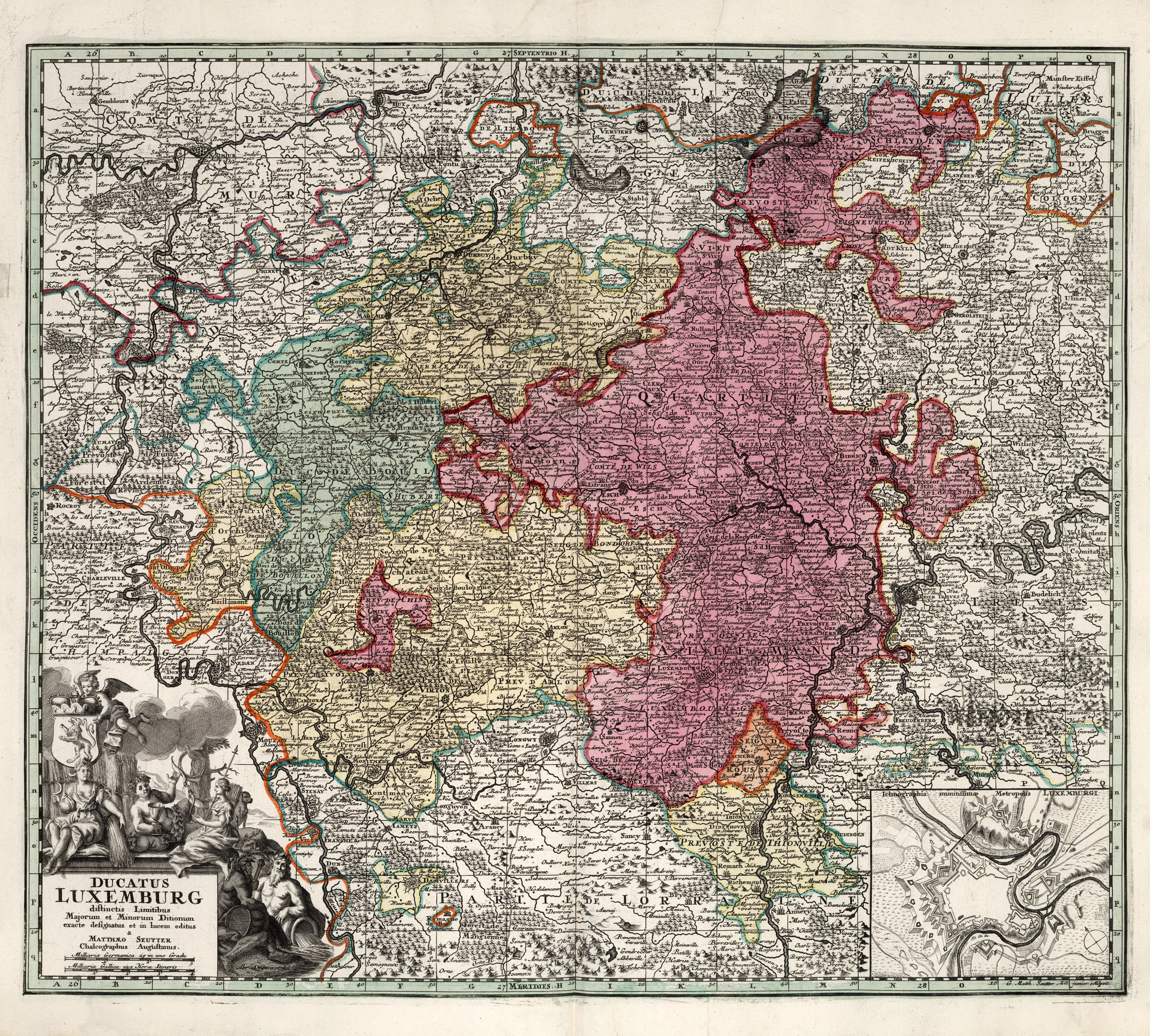
Карта Люксембурга, 1730 г.

По Утрехтскому миру 1713 года та часть герцогства, которая с 1659 по 1689 годы оставалась в испанских руках и которая с некоторыми изменениями составляет нынешние бельгийский и независимый Люксембурги, перешла в руки Австрии. В 1794 году она была завоёвана Францией, за которой её укрепил мир в Кампоформио.

## XIX век

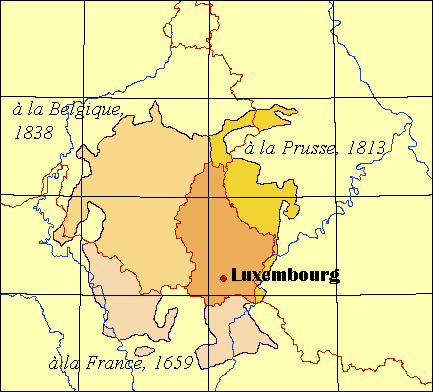
Разделение Люксембурга в XIX веке

Венский конгресс 1815 года, отделив от прежнего Люксембурга некоторые области в пользу Пруссии и вообще изменив довольно произвольно его границы, образовал из него самостоятельное великое герцогство, входившее до 1860 года в состав Германского союза. Корону великого герцогства конгресс передал Вильгельму I, королю Объединённого королевства Нидерландов, в вознаграждение за его нассауские владения, и Люксембург оказался в личной унии с Нидерландами.
Связь с Германским союзом выражалась главным образом в том, что город Люксембург — сильнейшая в Европе после Гибралтара крепость — был признан крепостью Германского союза и занят прусскими войсками. Вильгельм I управлял герцогством на основании нидерландских законов и своего усмотрения.
В 1830 году революция, распространившаяся в Бельгии, охватила и Люксембург; вся территория великого герцогства, за исключением самой крепости с ближайшими окрестностями, перешла во власть бельгийского правительства. Великие и малые державы в течение 9 лет вели из-за Люксембурга переговоры, не раз приводившие к вооружённым столкновениям. Наконец в 1839 году трактат, подписанный в Лондоне представителями пяти великих держав, возвратил половину Люксембурга Нидерландскому королю, на прежних началах, оставив другую его половину за Бельгией.
Вильгельм II, вступивший на престол в 1840 году и принявший титул короля-великого герцога, должен был октроировать в 1841 году особую конституцию для Люксембурга, в 1848 году изменённую в демократическом духе.
Новый великий герцог, король нидерландский Вильгельм III (1849—1890), назначил своим наместником в Люксембурге своего брата Генриха, у которого начались систематические столкновения с палатой. В 1856 году Вильгельм III предложил палате проект новой конституции, сделавшей права палаты призрачными и восстановившей почти абсолютную власть монарха; палата не приняла проекта, но король распустил её и своей властью ввёл в действие новую конституцию. Среди германских правительств эта мера была встречена с сочувствием, а в народе она не вызвала противодействия.
Уничтожение Северогерманского союза в 1866 году вновь поставило на очередь люксембургский вопрос. Наполеон III, стараясь получить удовлетворение для оскорблённой гордости своей страны, завёл переговоры с Вильгельмом III о покупке Люксембурга. Вильгельм согласился, но весть об этом соглашении распространилась и вызвала негодование в Германии; мнением самих люксембуржцев никто, конечно, не интересовался. Начались дипломатические переговоры; собравшаяся в Лондоне конференция из представителей великих держав провозгласила Люксембург навеки нейтральным, постановив по требованию Франции, чтобы Пруссия вывела из люксембургской крепости свой гарнизон и чтобы самые укрепления Люксембурга были срыты до основания. В следующем году Вильгельм III принужден был согласиться на пересмотр конституции в демократическом духе.
В 1890 году умер Вильгельм III, не оставив сыновей; между тем нидерландские законы о престолонаследии сильно отличались от фамильного договора 1783 года, определявшего престолонаследие в Люксембурге.

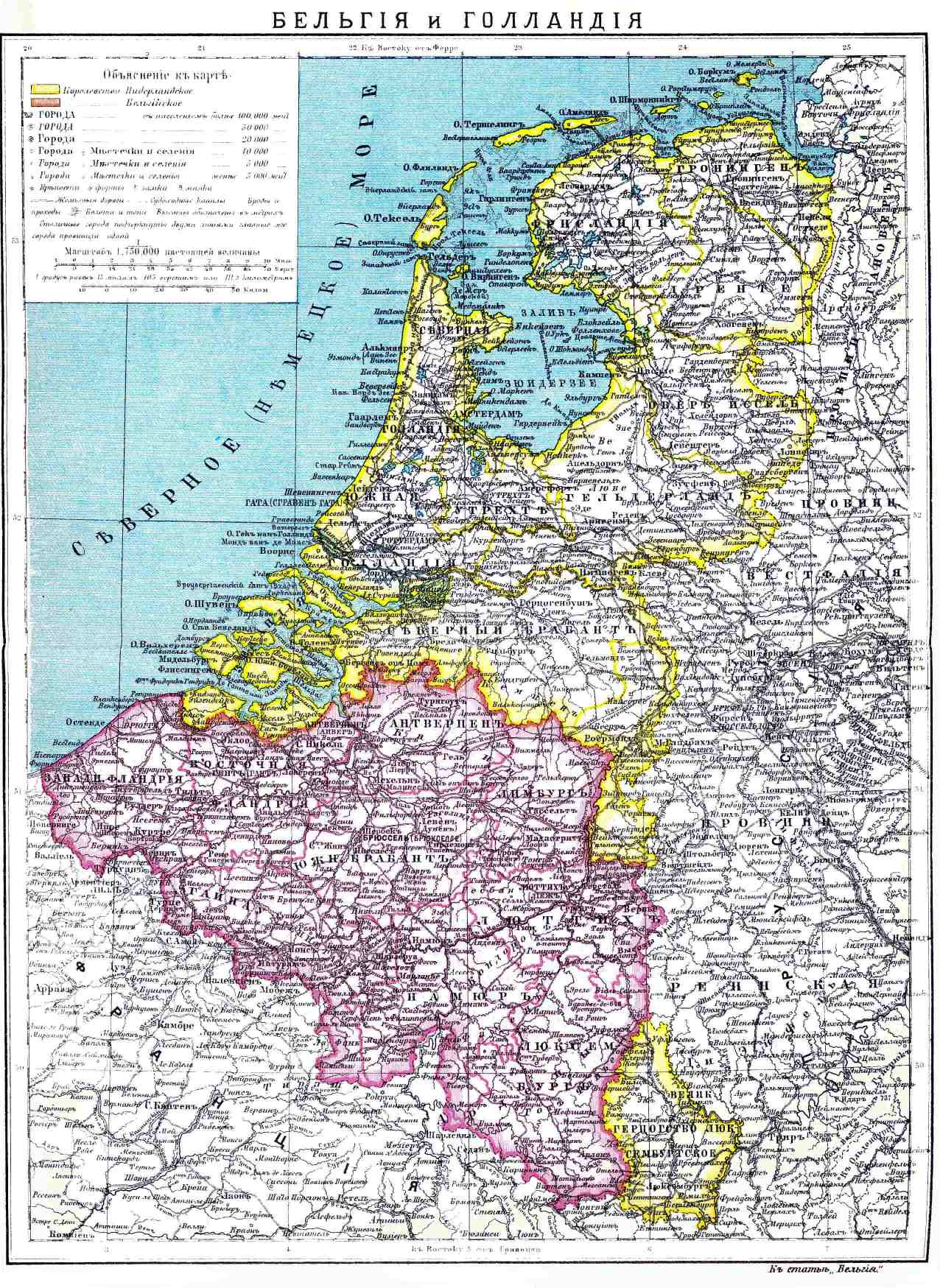
Карта Люксембурга начала XX века из энциклопедии Брокгауза и Ефрона

В Нидерландах корона перешла к малолетней Вильгельмине, дочери Вильгельма III, а в Люксембурге — в другую ветвь того же дома, именно к герцогу Адольфу, бывшему герцогу Нассаускому. Так распалась личная уния между Нидерландами и Люксембургом.
В речи, произнесённой в палате депутатов на следующий день после въезда в Люксембург, новый герцог обещал твёрдо защищать свободу, независимость и учреждения страны; «короли умирают, династии угасают, но народы остаются», — говорил он. Популярность его сильно пошатнулась, когда в палату депутатов был внесён и принят ею законопроект об имуществе великого герцога и кредит в 500 тысяч на улучшение его дворца. Может быть, это было одной из причин, вследствие которых в стране усилилось движение против Германии и в пользу сближения с Францией, выразившееся в целом ряде демонстраций.
С 1870-х годов в Люксембурге начала развиваться крупная промышленность, прежде всего металлургическая.

## XX—XXI века
После смерти великого герцога Адольфа в 1905 году великим герцогом стал его сын Вильгельм IV. После его смерти в 1912 году в Люксембурге был отменён салический закон наследования престола, что позволило занимать его женщинам, и великой герцогиней стала дочь Вильгельма IV Мария-Аделаида (сыновей у него не было).

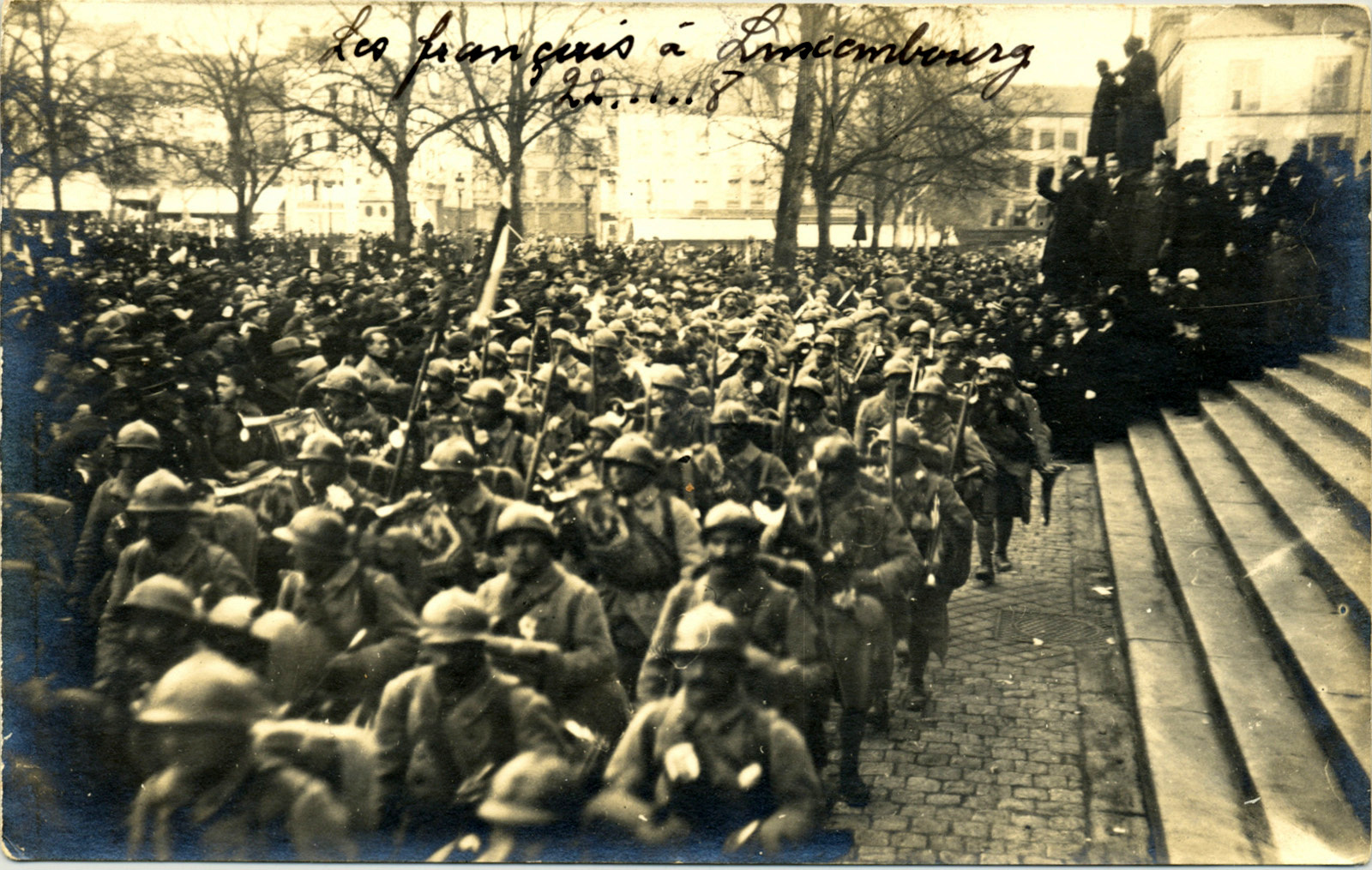
Жители Люксембурга приветствуют французские войска в ноябре 1918 года

В самом начале Первой мировой войны, в августе 1914 года, Люксембург был оккупирован германскими войсками. Оккупация продолжалась до самого конца войны в ноябре 1918 года. Версальский договор 1919 года отменил таможенную унию Люксембурга с Германией.
После окончания войны лояльность великой герцогини Марии-Аделаиды к Германии в период оккупации вызвала широкое общественное движение, требовавшее отречения её от престола и проведения демократических реформ в Люксембурге. В результате в 1919 году Мария- Аделаида отреклась от престола в пользу своей сестры Шарлотты, были введены всеобщее избирательное право и пропорциональная избирательная система. В том же году в Люксембурге прошёл референдум, на котором большинство населения высказалось за сохранение монархии и заключение экономического союза с Францией. Однако Франция от такого союза отказалась. С 1919 года ведущей политической партией в Люксембурге является Христианско-социальная народная партия, которая за исключением 1974—1979 годов входила во все правительства страны.
В 1921 году между Люксембургом и Бельгией было подписано соглашение о создании Бельгийско-люксембургского экономического союза. Позднее в качестве валюты этого союза был принят бельгийский франк, при сохранении ограниченного выпуска люксембургского франка.

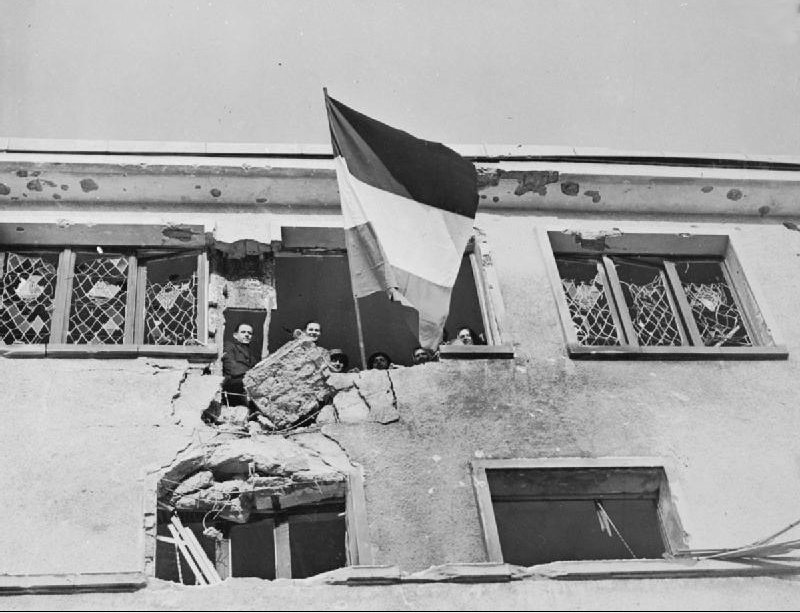
Флаг Люксембурга, развевающийся над больницей города Вильц после освобождения его частями 4-й бронетанковой дивизии США. 25 декабря 1944 года.

Во время Второй мировой войны в мае 1940 года Люксембург был вновь оккупирован германскими войсками. Великая герцогиня Шарлотта и правительство бежали сначала во Францию, а затем в Великобританию. В ответ на попытки присоединить Люксембург к Германии и ввести в Люксембурге всеобщую воинскую повинность в Люксембурге в конце августа — начале сентября 1942 года прошла всеобщая забастовка. Германия была вынуждена отказаться от планов аннексии Люксембурга. В 1943 году правительство Люксембурга в изгнании подписало валютную, а в 1944 году — таможенную конвенцию с Бельгией и Нидерландами. В сентябре 1944 года британские и американские войска освободили Люксембург, 23 сентября правительство Люксембурга вернулось из изгнания на родину. Но северные районы Люксембурга были вновь заняты германскими войсками во время Арденнского наступления и были окончательно освобождены только в феврале 1945 года.
В 1948 году из конституции Люксембурга была исключена статья о постоянном нейтралитете. В 1948 году Люксембург стал членом Брюссельского пакта, ставшего основой западноевропейской интеграции, а в 1949 году стал членом НАТО.
В 1951 году Люксембург стал одним из инициаторов создания Европейского объединения угля и стали. В 1955 году парламент Люксембурга ратифицировал Парижские соглашения 1954 года, в соответствии с которыми Люксембург стал членом Западноевропейского союза. В 1958 году Люксембург стал членом Европейского экономического сообщества и том же году Люксембург, Бельгия и Нидерланды подписали договор об учреждении Бенилюкса, который вступил в силу в 1960 году.

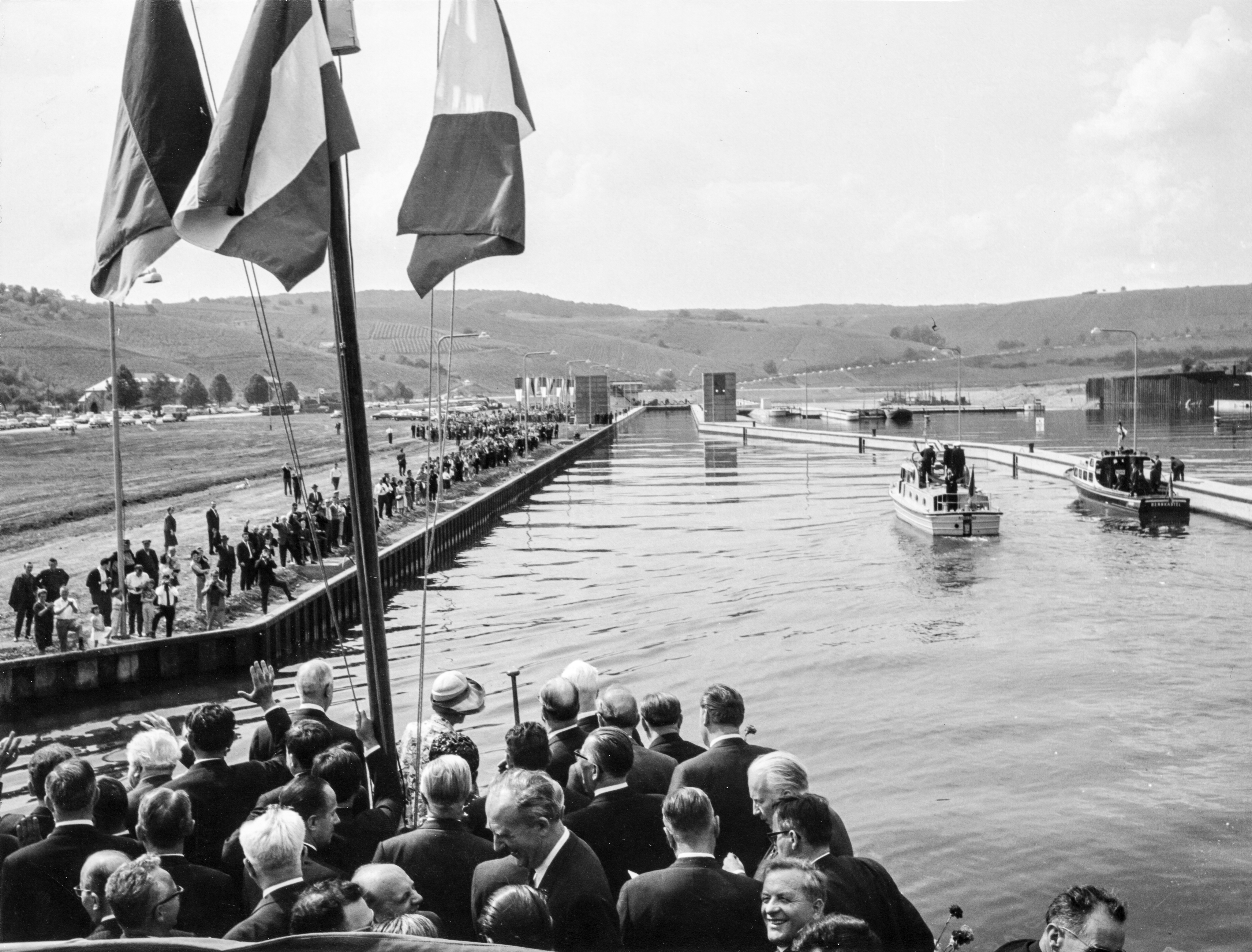
Открытие Мозельского канала в 1964 году

В 1950—1960-х годах быстро росли объёмы производства металлургической промышленности страны. В 1964 году великая герцогиня Шарлотта отреклась от престола в пользу своего старшего сына Жана.
С 1960-х годов осуществлялся планомерный отход от металлургической специализации экономики страны. С 1980-х годов ведущее место в экономике Люксембурга занял сектор финансовых услуг.
В 1992 году Люксембург стал одним из государств-основателей Европейского союза, в 2002 году в качестве валюты было введено евро.
В 2000 году великий герцог Жан отрёкся от престола в пользу своего сына Анри.